# Aveux
Cet article concerne la commune française. Pour la série télévisée québécoise, voir Aveux (série télévisée).
Aveux est une commune française située dans l'est du département des Hautes-Pyrénées, en région Occitanie. Sur le plan historique et culturel, la commune est dans le pays de Comminges, correspondant à l’ancien comté de Comminges, circonscription de la province de Gascogne située sur les départements actuels du Gers, de la Haute-Garonne, des Hautes-Pyrénées et de l'Ariège.
Exposée à un climat de montagne, elle est drainée par l'Ourse et par un autre cours d'eau. La commune possède un patrimoine naturel remarquable composé de cinq zones naturelles d'intérêt écologique, faunistique et floristique.
Aveux est une commune rurale qui compte 41 habitants en 2022, après avoir connu un pic de population de 157 habitants en 1836. Ses habitants sont appelés les Aveusiens ou  Aveusiennes.

## Géographie

### Localisation
La commune d'Aveux se trouve dans le département des Hautes-Pyrénées, en région Occitanie.
Elle se situe à 47 km à vol d'oiseau de Tarbes, préfecture du département, à 35 km de Bagnères-de-Bigorre, sous-préfecture, et à 20 km de Lannemezan, bureau centralisateur du canton de la Vallée de la Barousse dont dépend la commune depuis 2015 pour les élections départementales.
La commune fait en outre partie du bassin de vie de Montréjeau.
Les communes les plus proches sont : 
Créchets (0,8 km), Anla (1,2 km), Sarp (1,7 km), Gaudent (1,8 km), Antichan (1,9 km), Saint-Bertrand-de-Comminges (2,0 km), Gembrie (2,2 km), Ilheu (2,4 km).
Sur le plan historique et culturel, Aveux fait partie du pays de Comminges, correspondant à l’ancien comté de Comminges, circonscription de la province de Gascogne située sur les départements actuels du Gers, de la Haute-Garonne, des Hautes-Pyrénées et de l'Ariège.
| Saint-Bertrand-de-Comminges (Haute-Garonne) |          | Sarp |
|                                             | Aveux    | Anla |
| Gaudent                                     | Créchets |      |

### Paysages

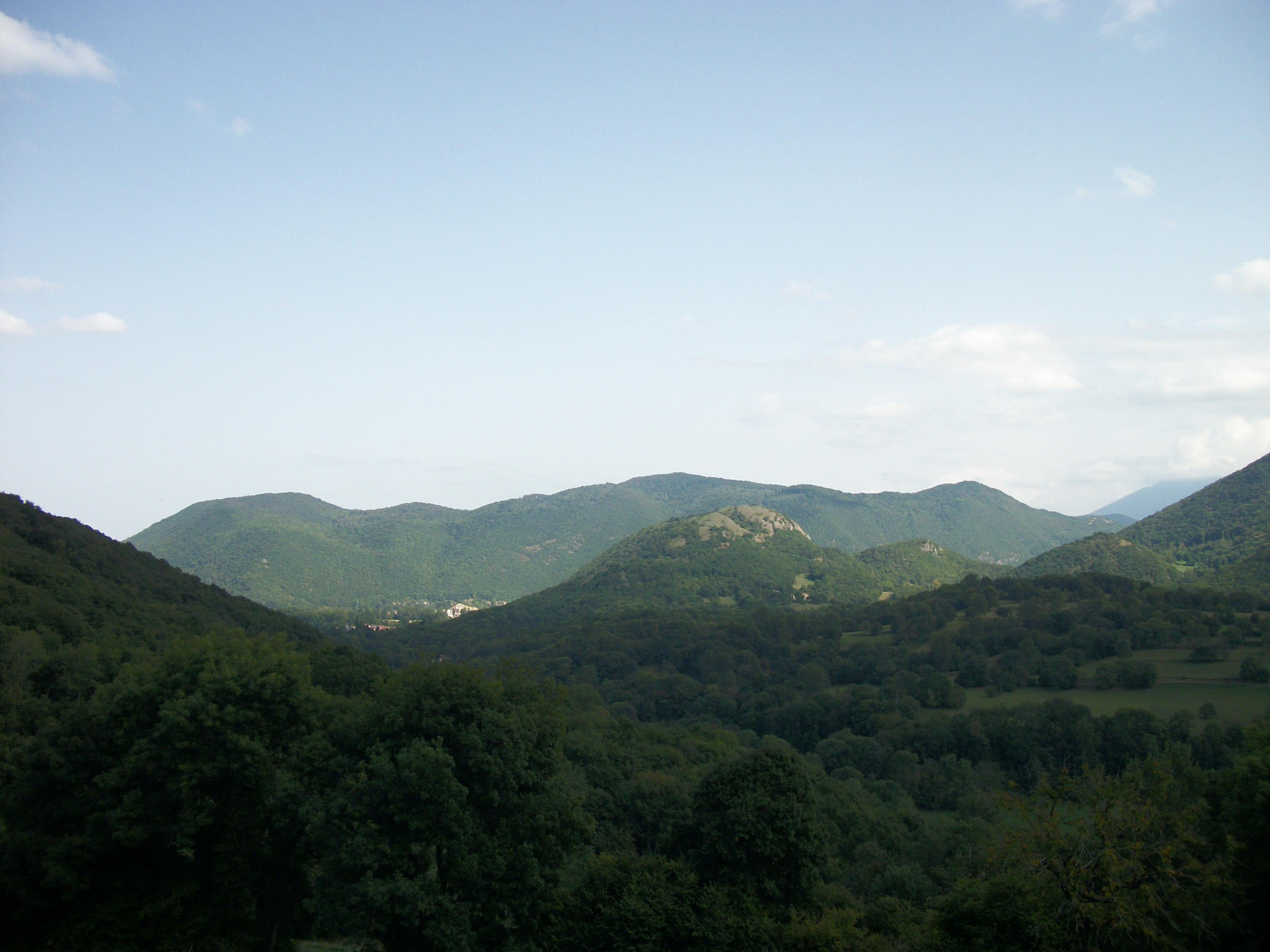
En arrière plan le village d'Izaourt.
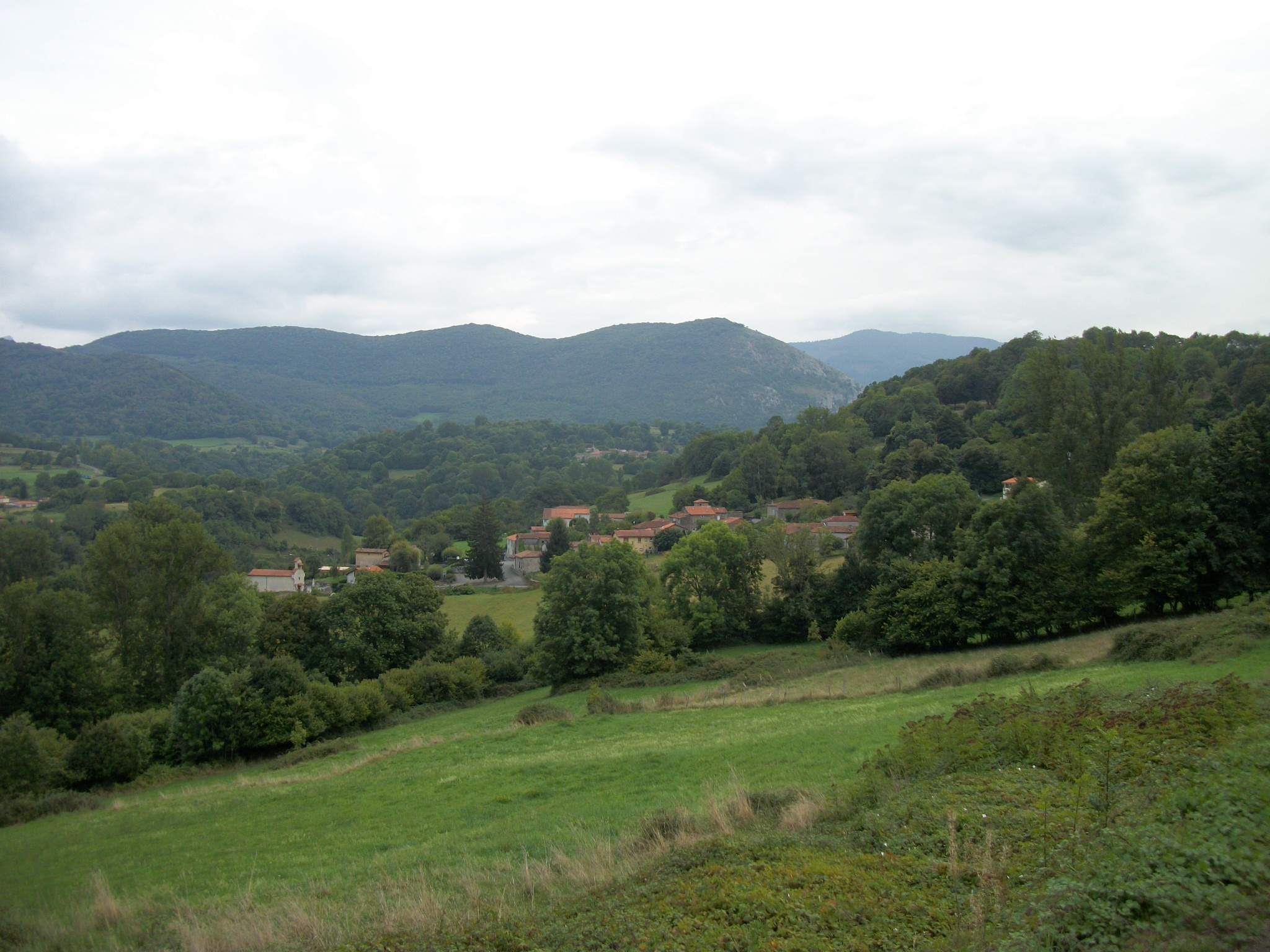
Vue sur le village de Créchets.
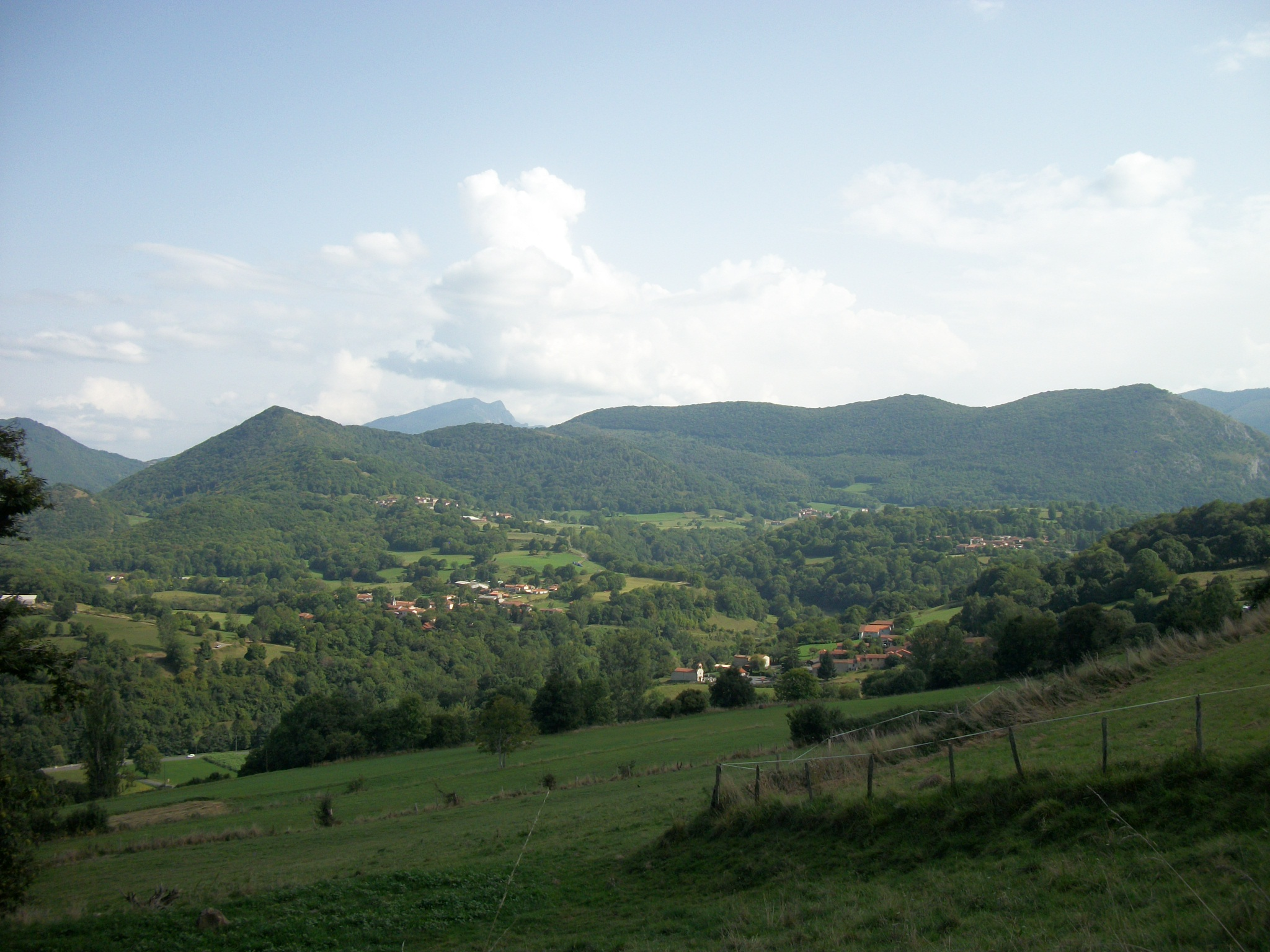
Vue sur les villages de Créchets, Antichan, Ilheu, Samuran et Gembrie.
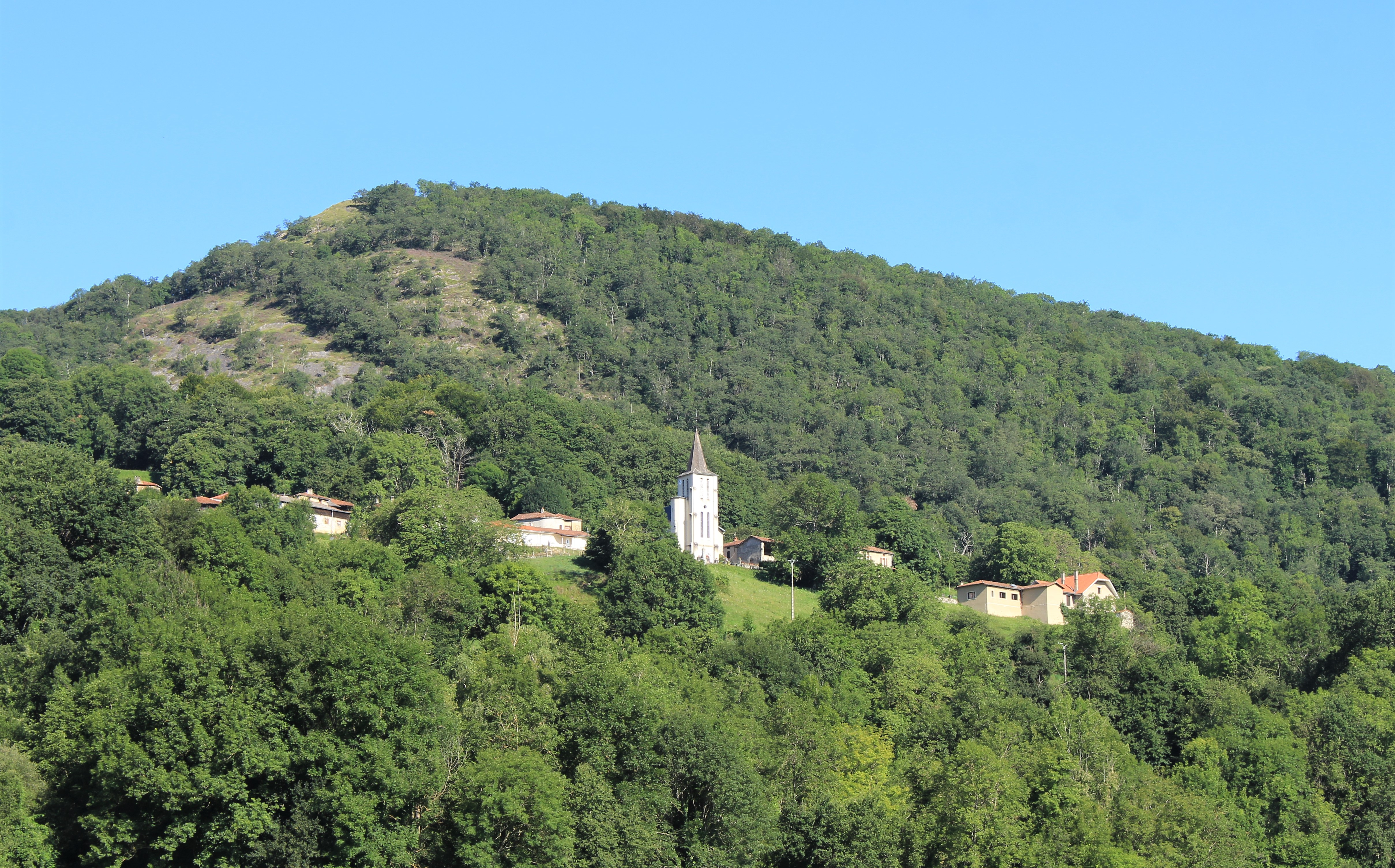
Vue sur Aveux.
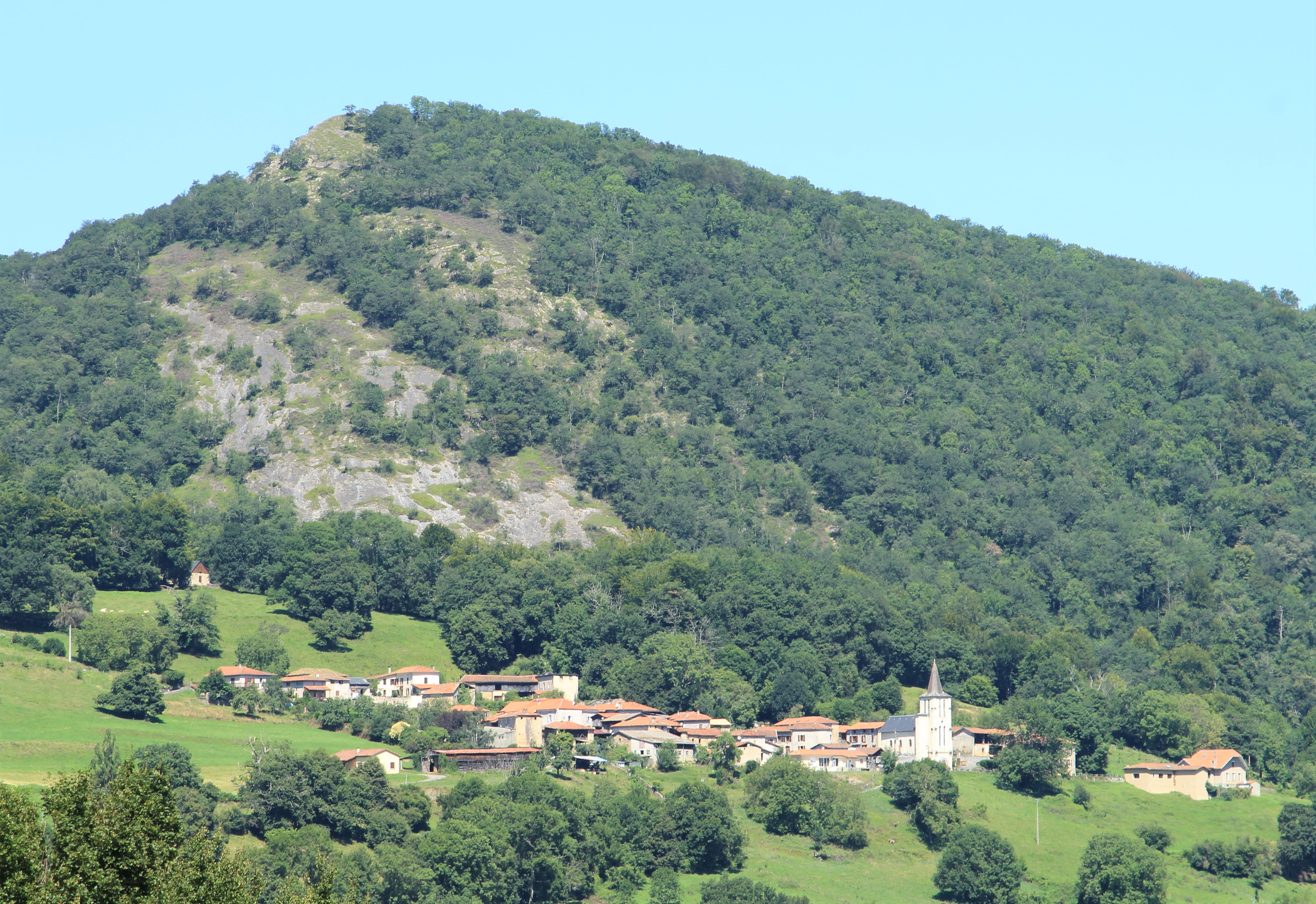
Vue sur Aveux.

### Hydrographie
La commune est dans le bassin versant de la Garonne, au sein du bassin hydrographique Adour-Garonne. Elle est drainée par l'Ourse, L'Arrieu, constituant un réseau hydrographique de 3 km de longueur totale,.
L'Ourse, d'une longueur totale de 25,4 km, prend sa source dans la commune de Ferrère et s'écoule du sud vers le nord. Il traverse la commune et se jette dans la Garonne à Loures-Barousse, après avoir traversé 12 communes.

### Climat
La commune jouit d'un climat montagnard caractérisé par des étés doux (température moyenne de 25 °C) et des périodes de beaux temps. Parfois des orages éclatent sous forme de fortes averses, imprévues et violentes. Quant aux hivers, ils sont frais ou froids avec des températures de 3 °C en moyenne, et souvent humides avec de fréquentes dépressions en provenance de l'Atlantique amenant de la pluie.
| Mois                              | jan.  | fév.  | mars  | avril | mai   | juin  | jui.  | août  | sep.  | oct.  | nov.  | déc.  | année   |
| --------------------------------- | ----- | ----- | ----- | ----- | ----- | ----- | ----- | ----- | ----- | ----- | ----- | ----- | ------- |
| Température minimale moyenne (°C) | 1     | 2     | 4     | 6     | 9     | 13    | 15    | 15    | 12    | 9     | 4     | 2     | 7,7     |
| Température moyenne (°C)          | 5,2   | 5,6   | 8,4   | 10,1  | 13,8  | 17,8  | 18,6  | 18,8  | 16,4  | 13,5  | 7,5   | 5,5   | 11,8    |
| Température maximale moyenne (°C) | 10    | 11    | 14    | 15    | 19    | 22    | 25    | 25    | 23    | 19    | 14    | 11    | 17,3    |
| Ensoleillement (h)                | 108,8 | 118,8 | 155,6 | 157,2 | 181,3 | 191,5 | 215,5 | 196,4 | 194,5 | 164,4 | 124,4 | 104,4 | 1 912,8 |
| Précipitations (mm)               | 98,6  | 63,3  | 99    | 108,2 | 137   | 87,1  | 72,6  | 70,5  | 69,5  | 81,9  | 101,4 | 97,4  | 1 086   |

### Milieux naturels et biodiversité
L’inventaire des zones naturelles d'intérêt écologique, faunistique et floristique (ZNIEFF) a pour objectif de réaliser une couverture des zones les plus intéressantes sur le plan écologique, essentiellement dans la perspective d’améliorer la connaissance du patrimoine naturel national et de fournir aux différents décideurs un outil d’aide à la prise en compte de l’environnement dans l’aménagement du territoire.
Trois ZNIEFF de type 1 sont recensées sur la commune :
- le « Col de Mortis et pic de Cau » (191 ha), couvrant 5 communes dont une dans la Haute-Garonne et quatre dans les Hautes-Pyrénées[11] ;
- « l'Ourse et ses affluents de Ferrère à Izaourt » (85 ha), couvrant 18 communes du département[12],
- les « montagnes de Saint-Bertrand-de-Comminges et de Tibiran-Jaunac » (1 613 ha), couvrant 8 communes dont une dans la Haute-Garonne et sept dans les Hautes-Pyrénées[13] ;

et deux ZNIEFF de type 2, : 
- les « Garonne amont, Pique et Neste » (1 788 ha), couvrant 112 communes dont 42 dans la Haute-Garonne et 70 dans les Hautes-Pyrénées[14] ;
- les « montagnes sèches et rocheuses en rives gauche et droite de l'Ourse et à Saint-Bertrand-de-Comminges » (5 147 ha), couvrant 24 communes dont deux dans la Haute-Garonne et 22 dans les Hautes-Pyrénées[15].

## Urbanisme

### Typologie
Au 1er janvier 2024, Aveux est catégorisée commune rurale à habitat très dispersé, selon la nouvelle grille communale de densité à sept niveaux définie par l'Insee en 2022.
Elle est située hors unité urbaine et hors attraction des villes,.

### Occupation des sols
L'occupation des sols de la commune, telle qu'elle ressort de la base de données européenne d’occupation biophysique des sols Corine Land Cover (CLC), est marquée par l'importance des forêts et milieux semi-naturels (70,7 % en 2018), une proportion identique à celle de 1990 (70,7 %). La répartition détaillée en 2018 est la suivante : 
forêts (69,9 %), zones agricoles hétérogènes (15,9 %), prairies (13,4 %), milieux à végétation arbustive et/ou herbacée (0,8 %).
L'IGN met par ailleurs à disposition un outil en ligne permettant de comparer l’évolution dans le temps de l’occupation des sols de la commune (ou de territoires à des échelles différentes). Plusieurs époques sont accessibles sous forme de cartes ou photos aériennes : la carte de Cassini (XVIIIe siècle), la carte d'état-major (1820-1866) et la période actuelle (1950 à aujourd'hui).

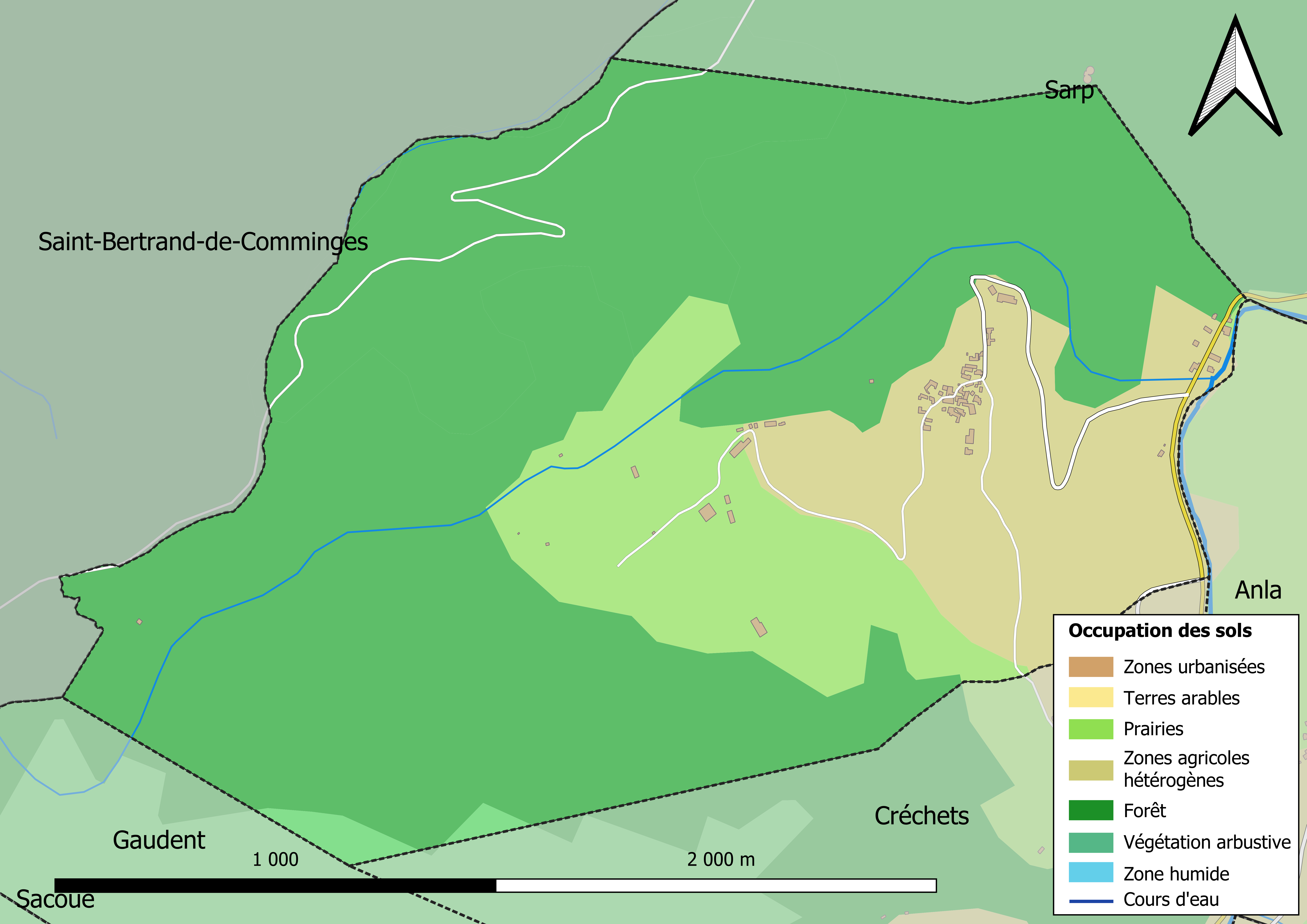
Carte des infrastructures et de l'occupation des sols en 2018 (CLC) de la commune.
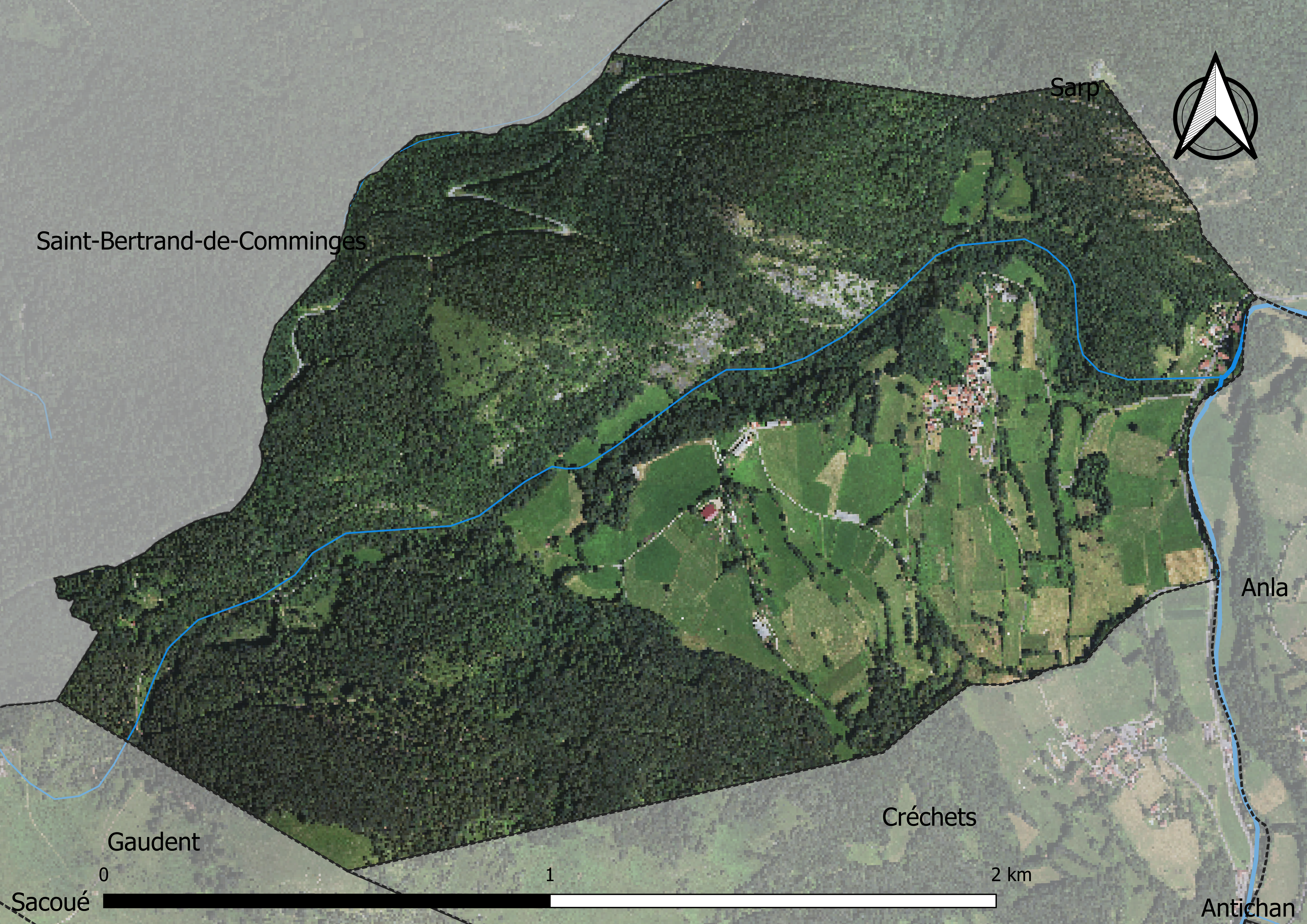
Carte orthophotogrammétrique de la commune.

### Logement
En 2012, le nombre total de logements dans la commune est de 28.
Parmi ces logements, 70.7  % sont des résidences principales, 22.0  % des résidences secondaires et 7.3  % des logements vacants.

### Voies de communication et transports
Cette commune est desservie par la route départementale D 925 et par la route départementale D 160.

### Risques majeurs
Le territoire de la commune d'Aveux est vulnérable à différents aléas naturels : météorologiques (tempête, orage, neige, grand froid, canicule ou sécheresse), inondations, feux de forêts, mouvements de terrains et séisme (sismicité moyenne). Un site publié par le BRGM permet d'évaluer simplement et rapidement les risques d'un bien localisé soit par son adresse soit par le numéro de sa parcelle.
Certaines parties du territoire communal sont susceptibles d’être affectées par le risque d’inondation par débordement de cours d'eau, notamment l'Ourse. La cartographie des zones inondables en ex-Midi-Pyrénées réalisée dans le cadre du XIe Contrat de plan État-région, visant à informer les citoyens et les décideurs sur le risque d’inondation, est accessible sur le site de la DREAL Occitanie. La commune a été reconnue en état de catastrophe naturelle au titre des dommages causés par les inondations et coulées de boue survenues en 1982, 1997, 1999 et 2009,.
Aveux est exposée au risque de feu de forêt. Un plan départemental de protection des forêts contre les incendies a été approuvé par arrêté préfectoral le 21 avril 2020 pour la période 2020-2029. Le précédent couvrait la période 2007-2017. L’emploi du feu est régi par deux types de réglementations. D’abord le code forestier et l’arrêté préfectoral du 27 octobre 2014, qui réglementent l’emploi du feu à moins de 200 m des espaces naturels combustibles sur l’ensemble du département. Ensuite celle établie dans le cadre de la lutte contre la pollution de l’air, qui interdit le brûlage des déchets verts des particuliers. L’écobuage est quant à lui réglementé dans le cadre de commissions locales d’écobuage (CLE)

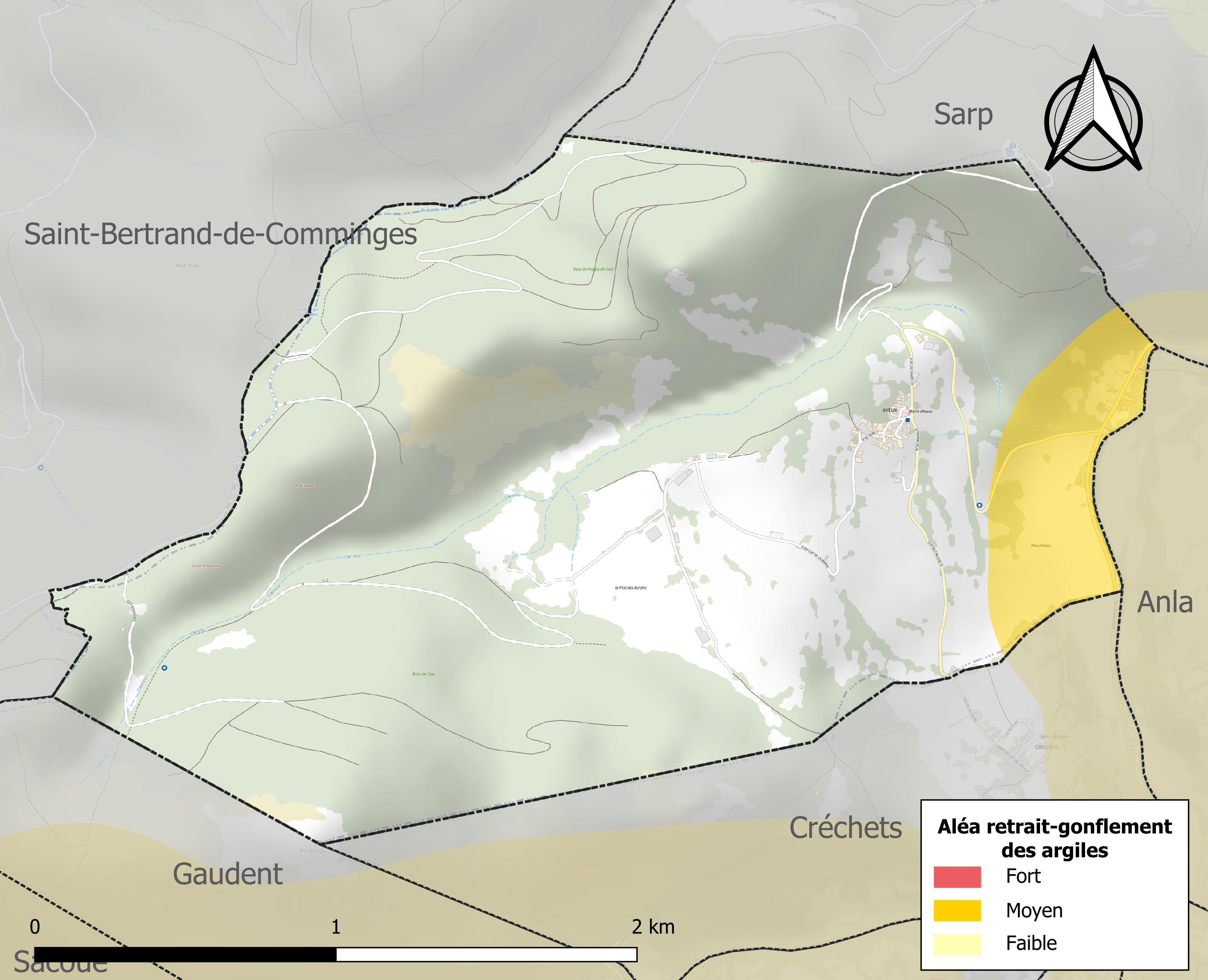
Carte des zones d'aléa retrait-gonflement des sols argileux d'Aveux.

Les mouvements de terrains susceptibles de se produire sur la commune sont des tassements différentiels.
Le retrait-gonflement des sols argileux est susceptible d'engendrer des dommages importants aux bâtiments en cas d’alternance de périodes de sécheresse et de pluie. 6,3 % de la superficie communale est en aléa moyen ou fort (44,5 % au niveau départemental et 48,5 % au niveau national). Sur les 29 bâtiments dénombrés sur la commune en 2019, 7 sont en aléa moyen ou fort, soit 24 %, à comparer aux 75 % au niveau départemental et 54 % au niveau national. Une cartographie de l'exposition du territoire national au retrait gonflement des sols argileux est disponible sur le site du BRGM,.
Par ailleurs, afin de mieux appréhender le risque d’affaissement de terrain, l'inventaire national des cavités souterraines permet de localiser celles situées sur la commune.
Concernant les mouvements de terrains, la commune a été reconnue en état de catastrophe naturelle au titre des dommages causés par des mouvements de terrain en 1999.

## Toponymie

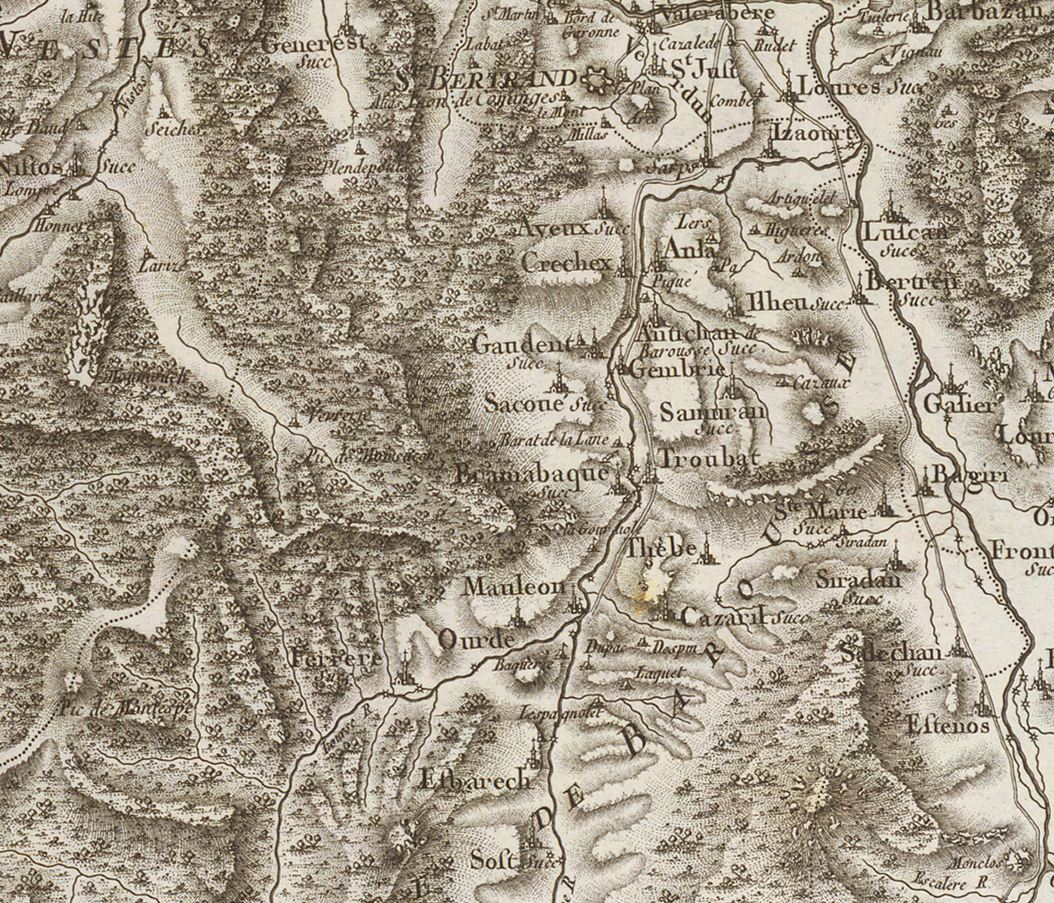
Extrait de la carte de Cassini (entre 1756 et 1789) situant Aveux au nord de Mauléon-Barousse

On trouvera les principales informations dans le Dictionnaire toponymique des communes des Hautes-Pyrénées de Michel Grosclaude et Jean-François Le Nail qui rapporte les dénominations historiques du village :
Dénominations historiques :
- De Aveux, (1387, pouillé du Comminges) ;
- Agoueux, Aveux, (1737, registres paroissiaux) ;
- Agoüeux, (1767, Larcher, cartulaire Comminges) ;
- Aveux, (fin XVIIIe siècle, carte de Cassini).

Nom occitan : Avèus.

## Histoire

### Cadastre napoléonien d'Aveux
Le plan cadastral napoléonien d'Aveux est consultable sur le site des archives départementales des Hautes-Pyrénées.

## Politique et administration

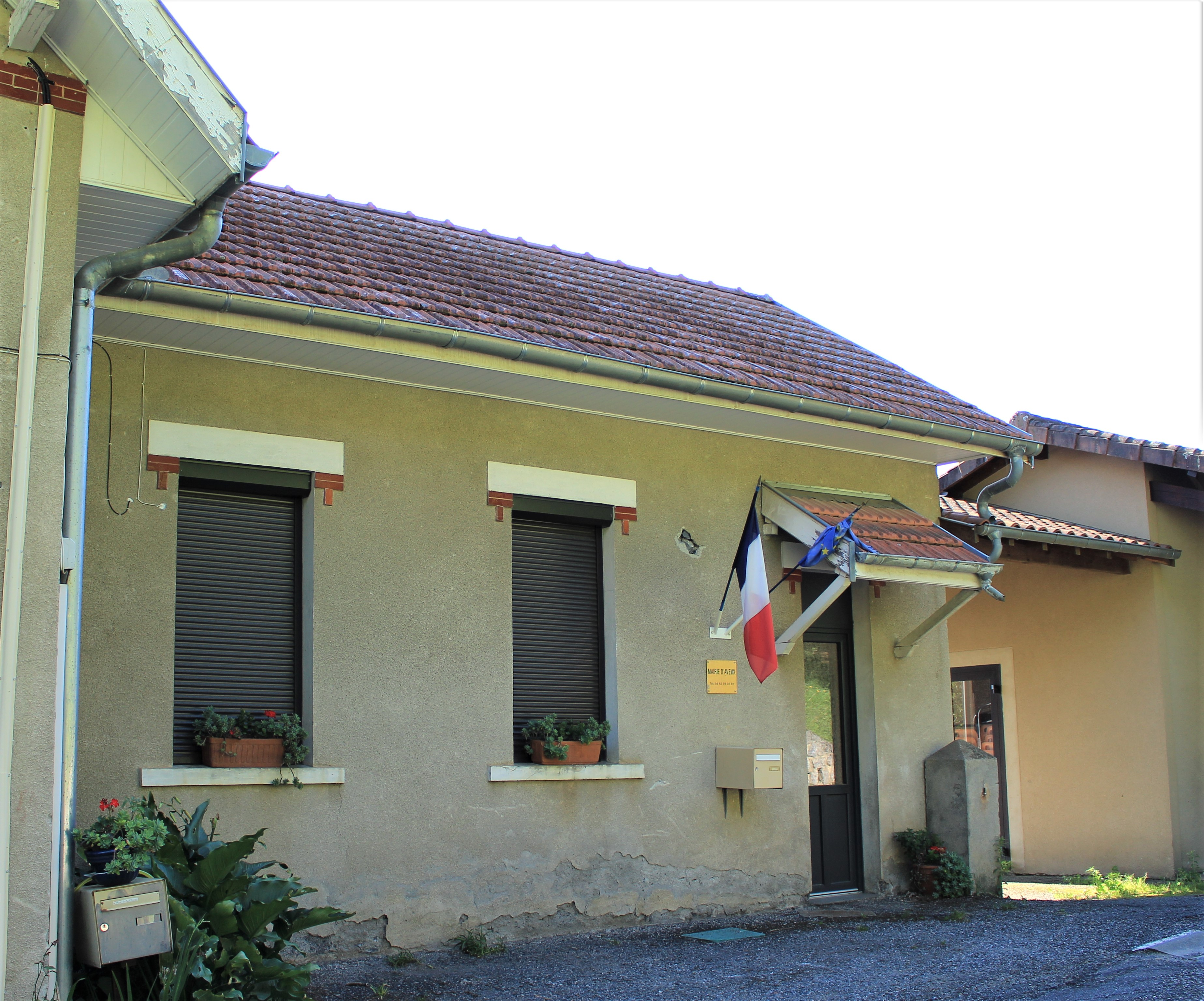
La mairie en 2023.

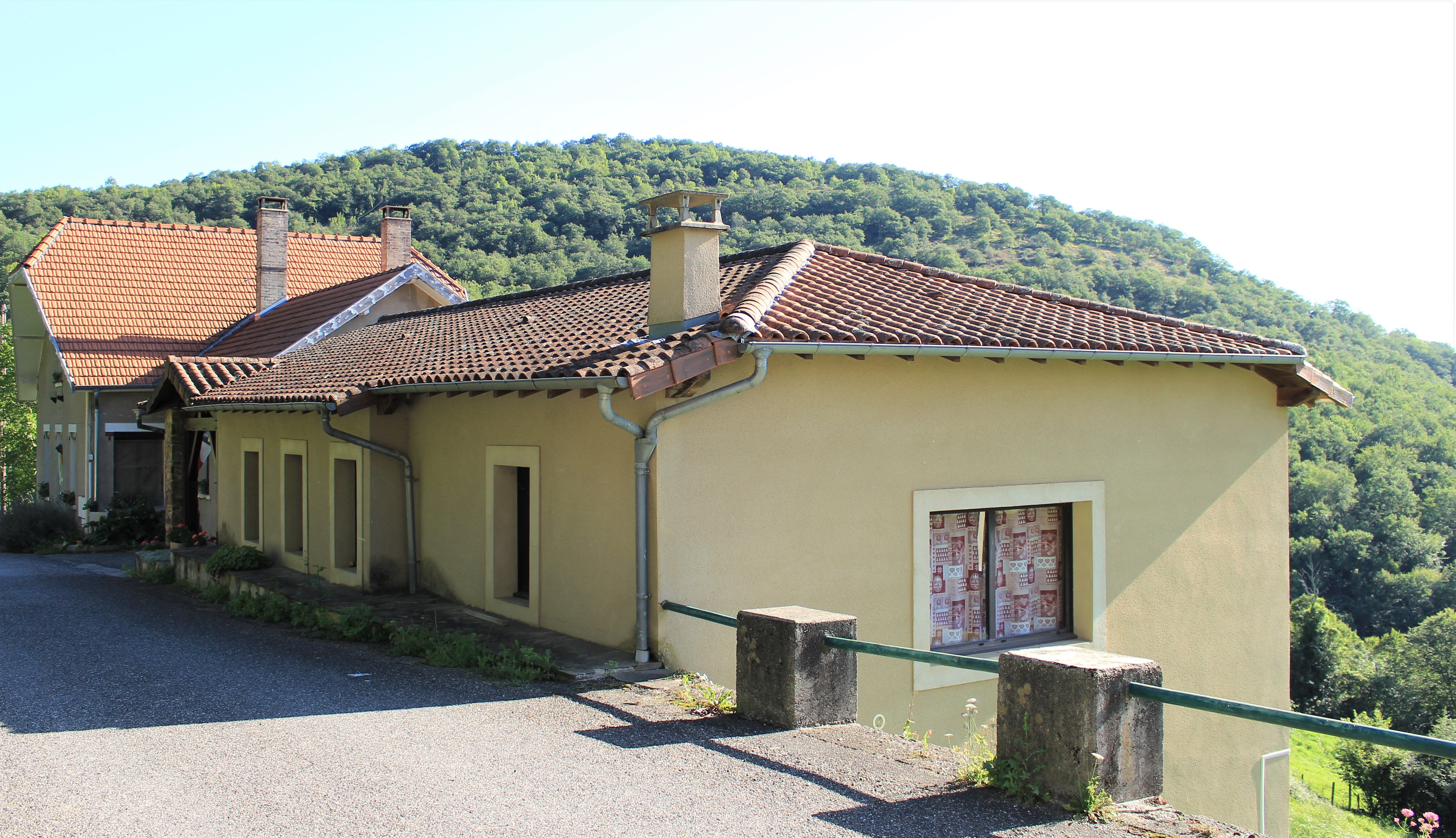
Le foyer rural en 2023.

### Liste des maires
| Période                                  | Période  | Identité                       | Étiquette | Qualité |
| ---------------------------------------- | -------- | ------------------------------ | --------- | ------- |
| Les données manquantes sont à compléter. |          |                                |           |         |
|                                          |          |                                |           |         |
| mars 2001                                | en cours | Marie-Françoise Barus-Verdalle |           |         |

### Rattachements administratifs et électoraux

#### Historique administratif
Sénéchaussée d'Auch, pays des Quatre-Vallées, Vallée de la Barousse, canton de  Barousse (1801-2014).

#### Intercommunalité
Aveux appartient à la communauté de communes Neste Barousse créée en janvier 2017 et qui réunit 43 communes.

## Population et société

### Démographie

#### Évolution démographique
| 1793 | 1800 | 1806 | 1821 | 1831 | 1836 | 1841 | 1846 | 1851 |
| ---- | ---- | ---- | ---- | ---- | ---- | ---- | ---- | ---- |
| 129  | 126  | 139  | 142  | 148  | 157  | 149  | 149  | 144  |

| 1856 | 1861 | 1866 | 1872 | 1876 | 1881 | 1886 | 1891 | 1896 |
| ---- | ---- | ---- | ---- | ---- | ---- | ---- | ---- | ---- |
| 129  | 149  | 139  | 138  | 133  | 138  | 125  | 113  | 100  |

| 1901 | 1906 | 1911 | 1921 | 1926 | 1931 | 1936 | 1946 | 1954 |
| ---- | ---- | ---- | ---- | ---- | ---- | ---- | ---- | ---- |
| 100  | 101  | 87   | 88   | 85   | 86   | 88   | 51   | 44   |

| 1962 | 1968 | 1975 | 1982 | 1990 | 1999 | 2005 | 2006 | 2010 |
| ---- | ---- | ---- | ---- | ---- | ---- | ---- | ---- | ---- |
| 48   | 48   | 47   | 54   | 49   | 55   | 53   | 55   | 51   |

| 2015 | 2020 | 2022 | - | - | - | - | - | - |
| ---- | ---- | ---- | - | - | - | - | - | - |
| 44   | 42   | 41   | - | - | - | - | - | - |

### Enseignement
La commune dépend de l'académie de Toulouse. Elle ne dispose plus d'école en 2016.

## Économie

### Emploi
|                | 2008  | 2013  | 2018  |
| -------------- | ----- | ----- | ----- |
| Commune        | 0 %   | 0 %   | 0 %   |
| Département    | 7,7 % | 9,4 % | 9,8 % |
| France entière | 8,3 % | 10 %  | 10 %  |

En 2018, la population âgée de 15 à 64 ans s'élève à 22 personnes, parmi lesquelles on compte 81,8 % d'actifs (81,8 % ayant un emploi et 0 % de chômeurs) et 18,2 % d'inactifs,. Depuis 2008, le taux de chômage communal (au sens du recensement) des 15-64 ans est inférieur à celui de la France et du département.
La commune est hors attraction des villes,. Elle compte 3 emplois en 2018, contre 3 en 2013 et 10 en 2008. Le nombre d'actifs ayant un emploi résidant dans la commune est de 18, soit un indicateur de concentration d'emploi de 16,3 % et un taux d'activité parmi les 15 ans ou plus de 48,6 %.
Sur ces 18 actifs de 15 ans ou plus ayant un emploi, aucun ne travaille dans la commune. Pour se rendre au travail, la totalité des habitants utilise un véhicule personnel ou de fonction à quatre roues.

## Culture locale et patrimoine

### Lieux et monuments
- Église Notre-Dame-de-l'Assomption.
- Chapelle Notre-Dame de l'Assomption bâti en 1883. En haut de la façade un vitrail représentant l'Assomption de Marie, au-dessus s'étend l'inscription en latin : "Posuerunt me custodem" signifiant "Ils m'ont placé comme gardienne"[34].
- Une croix.
- Lavoir.

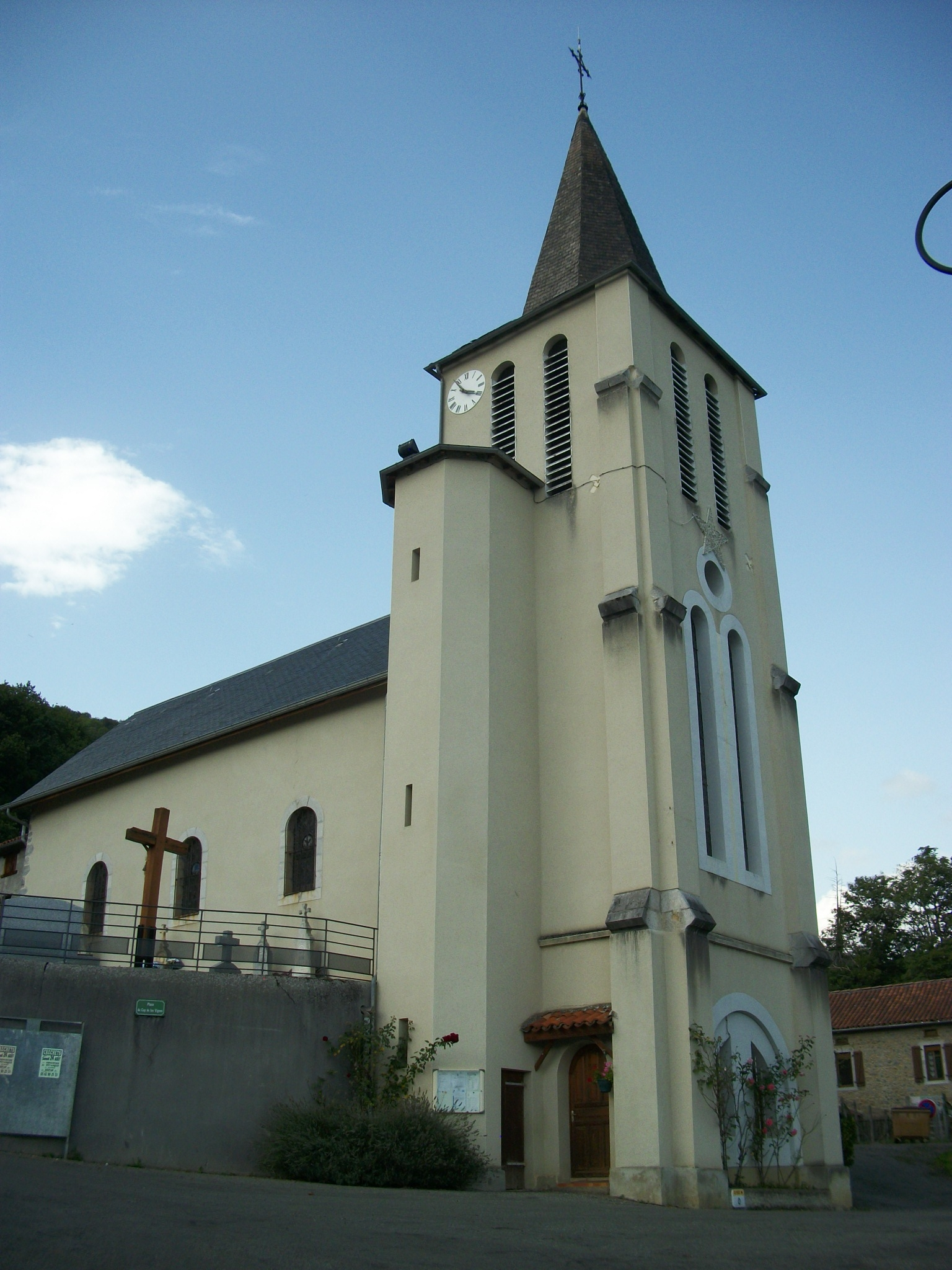
L'église Notre-Dame-de-l'Assomption
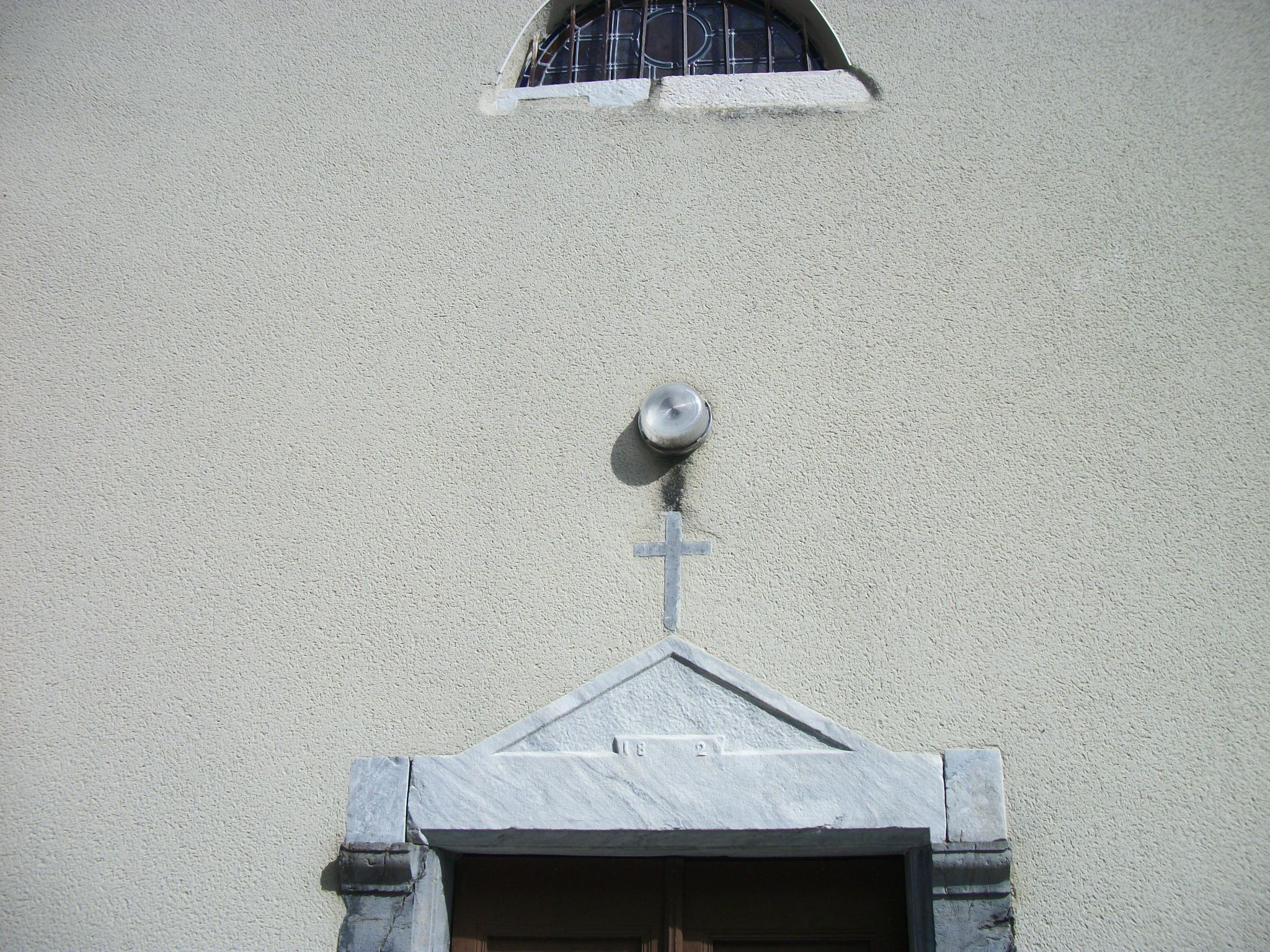
Au-dessus de l'entrée de l'église est inscrite la date 1821
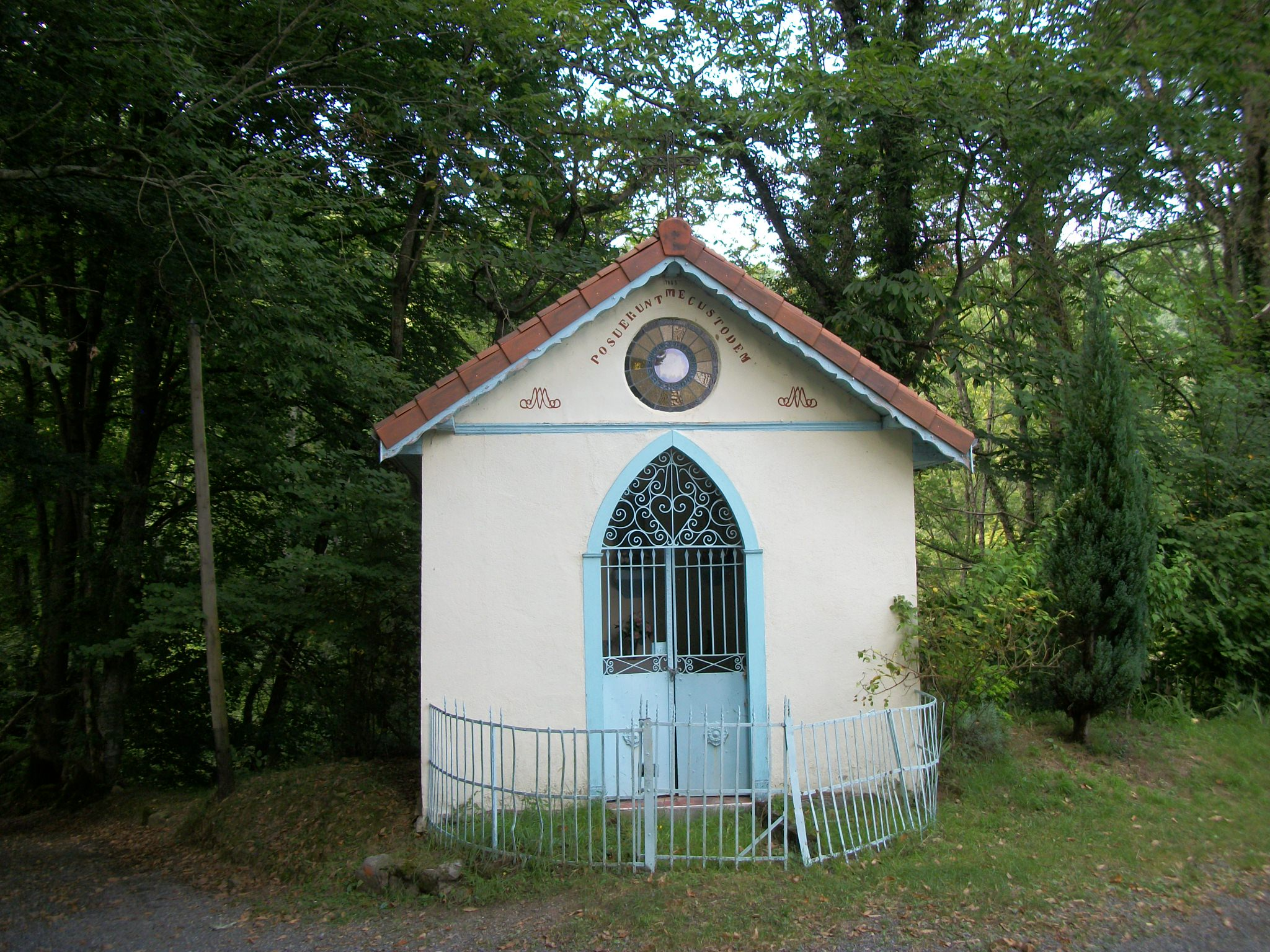
Chapelle Notre-Dame de l'Assomption
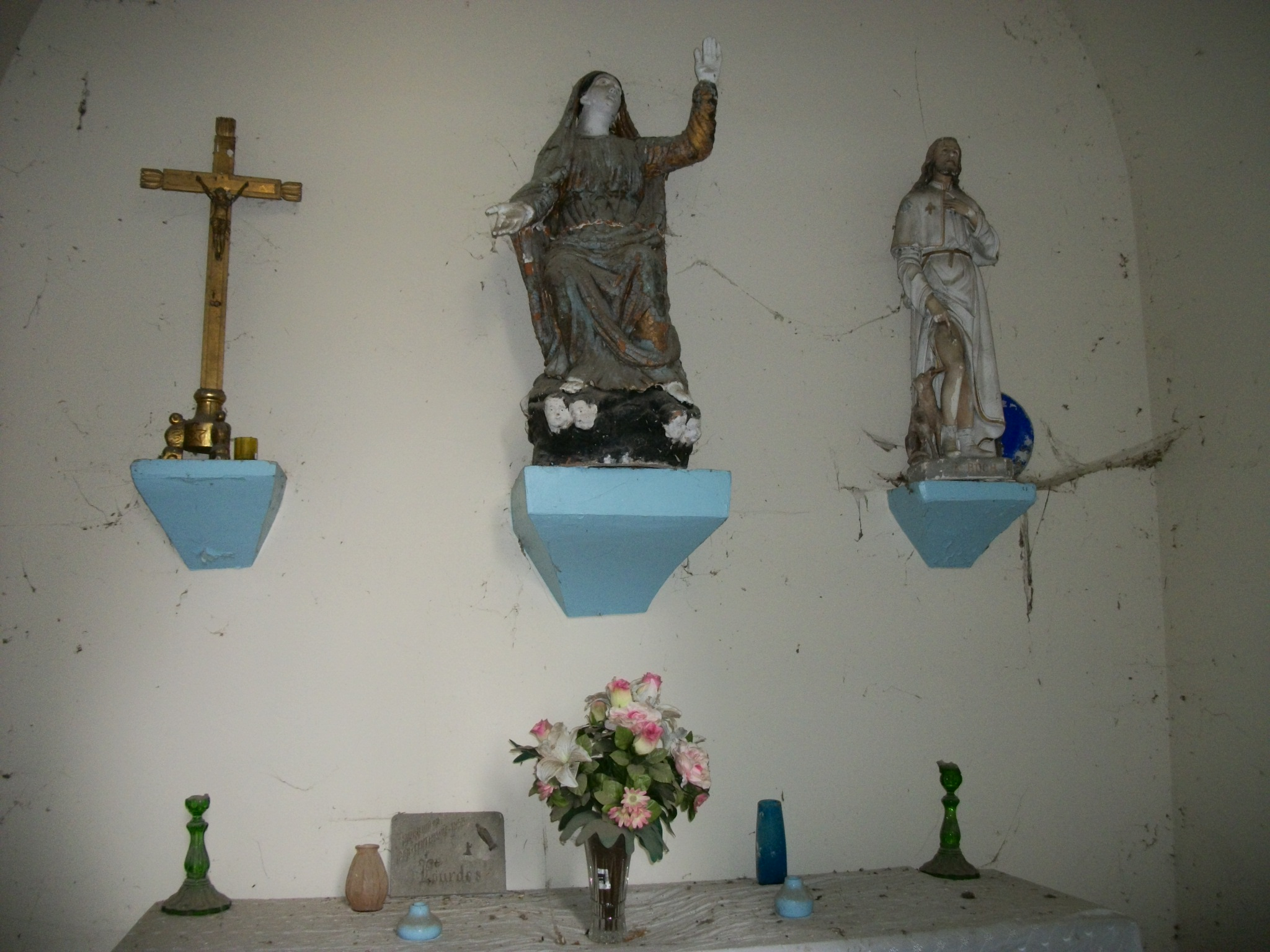
À l'intérieur de la chapelle Notre-Dame de l'Assomption, un autel en bois, un crucifix, une statue de Notre-Dame de l'Assomption, et une statue de Saint-Roch
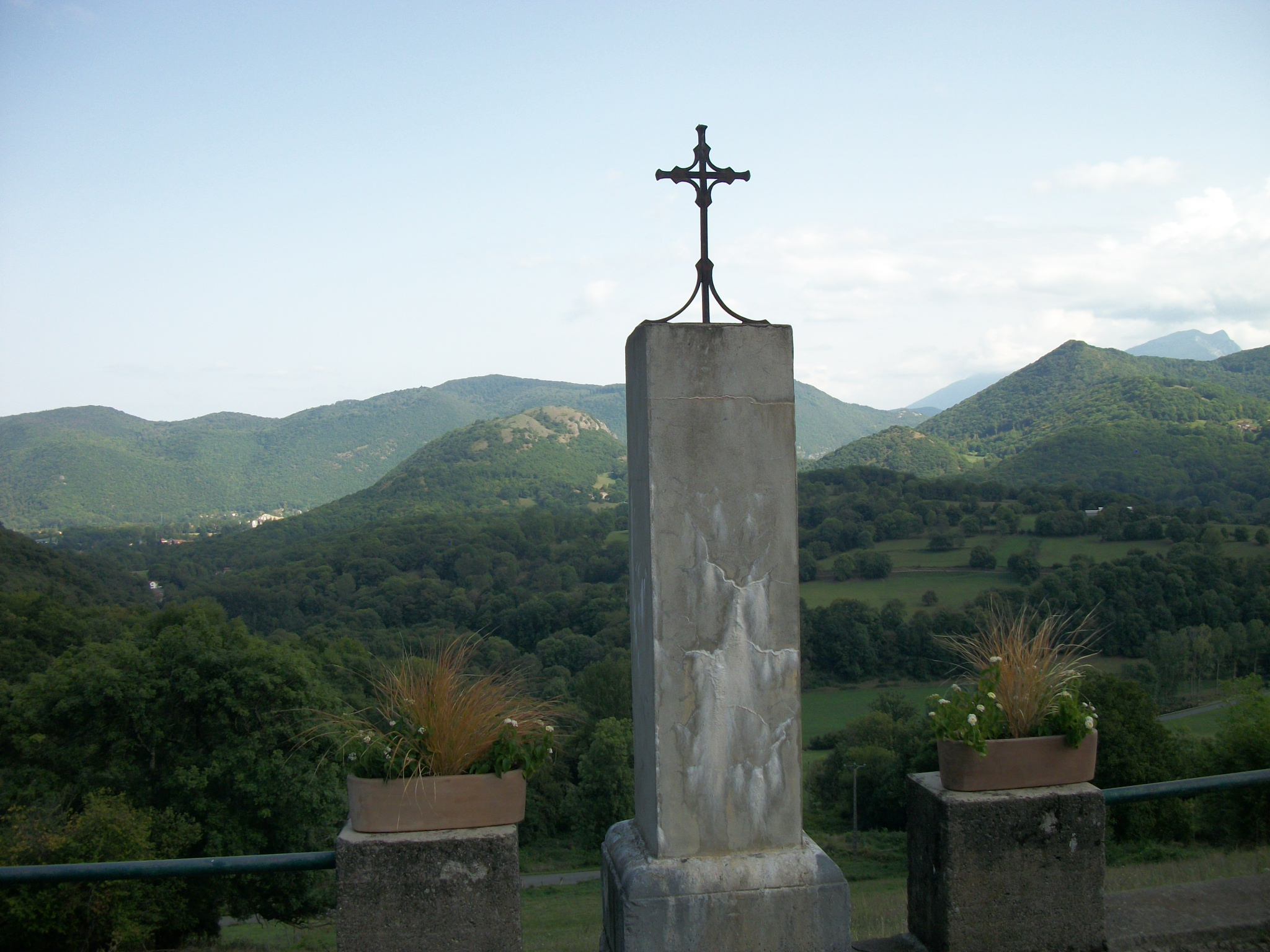
Croix placée devant l'église
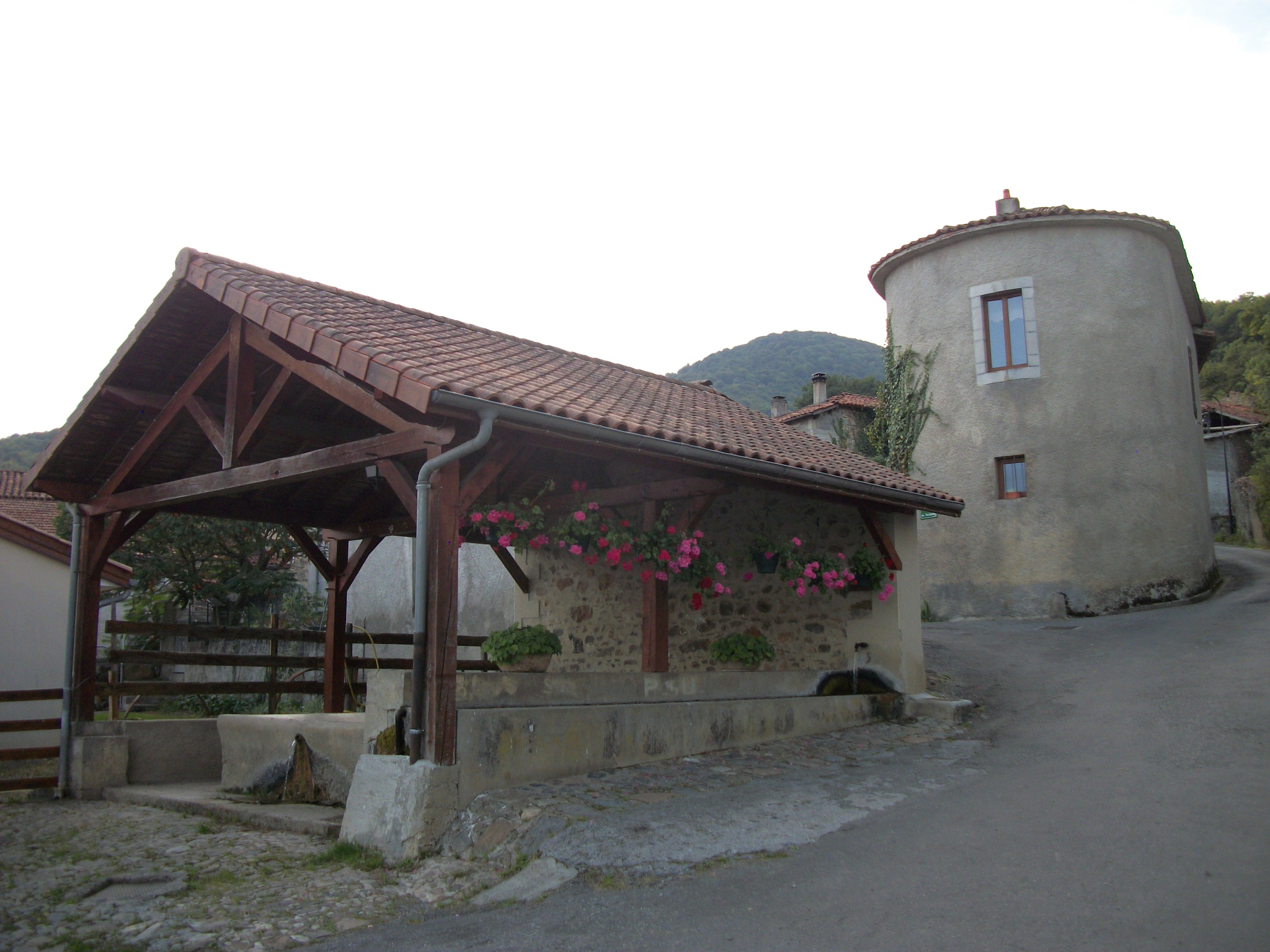
Un ancien lavoir rénové et fleuri à côté de l'église
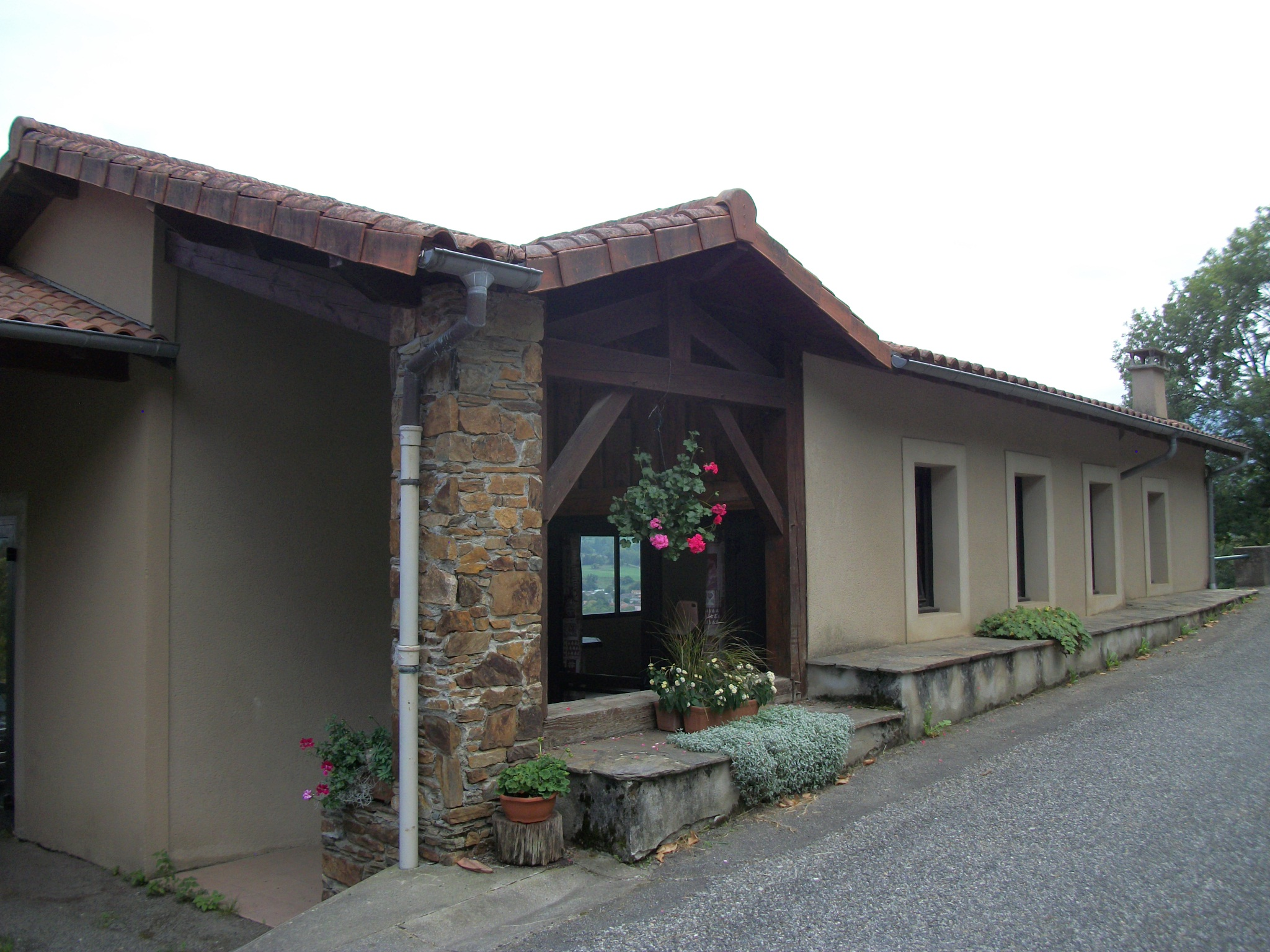
La salle communale

### Héraldique
| Blason | Blasonnement : D'azur au mouton d'argent paissant sur une terrasse herbeuse de sinople, au chef d'argent chargé de l'inscription JUPITER en lettres capitales de sable, le I surchargé d'un demi-annelet posé sur une trangle alésée, le tout du même. |